# Перевозник Маргарета
Маргарета Перевозник (рум. Margareta Perevoznic; від. 10 вересня 1936, Чернівці) — румунська шахістка, міжнародний майстер (1967) серед жінок.
Чемпіонка Румунії (1962). У складі збірної Румунії учасниця 2-х Олімпіад (1963—1966).